# Pakistanische Badmintonmeisterschaft 1956
Die Pakistanische Badmintonmeisterschaft 1956 fand in Lahore statt. Es war die dritte Austragung der nationalen Meisterschaften von Pakistan im Badminton.

## Titelträger
| Disziplin    | Sieger                    |
| ------------ | ------------------------- |
| Herreneinzel | Shamshad Ali              |
| Dameneinzel  | Nargis Gyara              |
| Herrendoppel | Masood Khan Nazir Rajput  |
| Damendoppel  | Gemma Rodricks Hines      |
| Mixed        | Nazir Rajput Nargis Gyara |